# Ваза с розовыми розами
«Натюрморт: Ваза с розовыми розами» (англ. Still Life: Vase with Pink Roses), или «Розы» (англ. Roses) — картина голландского художника Винсента Ван Гога, написанная в 1890 году в Сен-Реми-де-Прованс. Находится в Национальной галерее искусства в Вашингтоне (США).

## История
В то время, когда работа была написана, Ван Гог готовился покинуть больницу для душевнобольных в Сен-Реми-де-Прованс и перебраться в приют в тихом городке Овер-сюр-Уаз за пределами Парижа. Это полотно и его картина «Розовые розы» с похожей датировкой отражают оптимизм, который Ван Гог чувствовал в то время в отношении своего будущего, что проявилось как в выборе цветов в качестве предмета, так и в используемой цветовой гамме.

## Описание
Картина «Розы» написана Ван Гогом незадолго до освобождения из больницы для душевнобольных в Сен-Реми-де-Прованс. К концу своего пребывания в Сен-Реми и в предвкушении предстоящих дней в Овер-сюр-Уаз Ван Гог передавал свой оптимизм и энтузиазм, рисуя цветы. О том времени, когда Ван Гог написал этот натюрморт, он написал своей матери: «Но для здоровья, как вы говорите, очень необходимо работать в саду и наблюдать за растущими цветами»; «Последние дни в Сен-Реми я работал как сумасшедший. Прекрасные букеты цветов, фиолетовые ирисы, великолепные букеты из роз».
Хотя не считается, что у Ван Гога есть определенная ассоциация для роз, очевидно, что он видел все цветущие растения как празднование рождения и возрождения — как наполненность жизнью. Это чувство подчеркивается свежим зелёным фоном, который имеет нежный цвет новых листьев весной. Волнообразные ленты краски, нанесенные диагональными штрихами, оживляют холст и воспроизводят завитые формы цветов и листьев. Первоначально розы были розовыми и создавали контраст дополнительных цветов с зелёным, однако цвет роз поблек со временем.
Картина является одним из нескольких примеров у Ван Гога перенасыщенности в натюрморте: плоскость картины переполнена вазой и избытком цветов. Другими примерами являются «Натюрморт с гвоздиками» и «Натюрморт с анемонами». Считается, что обильный букет роз — один из самых больших и красивых натюрмортов художника. Ван Гог нарисовал ещё одну картину из роз в Сен-Реми, которая выставлена в Метрополитен-музее в Нью-Йорке.
Когда Ван Гог покинул Сен-Реми 16 мая, обе картины с розами, написанные очень толстым слоем краски, были оставлены для просушки. Ван Гог предполагал, что для высыхания картин потребуется месяц. Картины прибыли в последнюю резиденцию Ван Гога в Овер-сюр-Уаз 24 июня.